# Spiroctenus punctatus
Espèce
Spiroctenus punctatus est une espèce d'araignées mygalomorphes de la famille des Bemmeridae.

## Distribution
Cette espèce est endémique du KwaZulu-Natal en Afrique du Sud,. Elle se rencontre vers Ngxwala Hill et Ngome.

## Description
La femelle holotype mesure 16 mm.

## Publication originale
- Hewitt, 1916 : Descriptions of several species of Arachnida in the collection of the Durban Mus. Annales of the Durban Museum, vol. 1, p. 217-227.